# Бенкендорф, Христофор Иванович
Христофо́р Ива́нович Бенкендо́рф (Christoph von Benckendorff; 30 июля 1749, Фридрихсгам —10 июня 1823, Мыза Кольк) — генерал от инфантерии, рижский военный губернатор.

## Биография
Старший сын ревельского обер-коменданта Ивана Ивановича Бенкендорфа, Христофор Иванович родился 30 июля 1749 года. Происходил из дворянского рода Бенкендорфов.
Вступив на военную службу в 1760 году, он в 1762 году был уже офицером в корпусе войск графа Чернышёва и принял участие в заключительных боях Семилетней войны.
В 1770 году, будучи в чине секунд-майора и в должности адъютанта генерала Mаксима Васильевича Берга, участвовал в походе в Крымскую степь и в битве под Перекопом, а в следующем году находился при корпусе генерала Баура, в походе против турок к Дунаю.
24 ноября 1771 года, за отличие в сражении под Бухарестом, Бенкендорф был произведён в премьер-майоры; затем, в марте 1772 года, он был определён обер-квартирмейстером, пять лет спустя переведён подполковником в Нарвский пехотный полк и в 1782 году произведён в полковники.
В 1779 году познакомился в Монбельяре со своей будущей супругой. 26 ноября 1786 года награждён орденом св. Георгия 4-й степени (№ 452 по кавалерскому списку Григоровича — Степанова), в 1789 году произведён в бригадиры и 5 февраля 1790 года — в генерал-майоры.

Мой отец был другом великого князя Павла, а моя мать близко связана ещё с детства с великой княгиней Марией. Эта двойная связь не могла нравиться императрице Екатерине, стремившейся расстроить малейшие пристрастия своего сына. Она выразила настойчивое желание, чтобы мой отец отправился служить в Молдавскую армию, находившуюся под командованием князя Потёмкина, а некоторое время спустя отстранила от двора мою мать, которая навлекла на себя немилость и великого князя.— «Записки» А. Х. Бенкендорфа
Император Павел I, вступив на престол, произвёл Бенкендорфа 12 ноября 1796 года в генерал-лейтенанты и назначил военным губернатором в Ригу. В этой должности Бенкендорф приобрёл всеобщее уважение и признательность ревностным исполнением своих обязанностей; 5 апреля 1797 года он был пожалован орденом св. Александра Невского, а 30 сентября 1798 года — чином генерала от инфантерии.
Вскоре, однако, по расстроенному здоровью, он оставил службу (13 сентября 1799 года) и остаток дней своих провёл в поместье графа Стенбока, Колга, близ Ревеля. Скончался 10 июня 1823 года.

## Семья

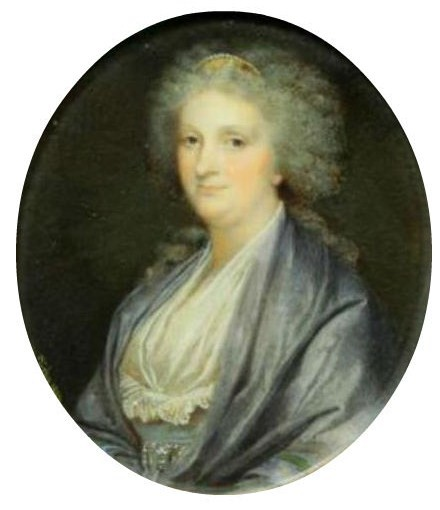
Жена на миниатюре из Гатчинского дворца

Супруга его — баронесса Анна Юлианна Шиллинг фон Канштадт (1758 — 11 марта 1797), была подругой детства императрицы Марии Фёдоровны, с которой вместе приехала в Россию из Монбельяра. Великий князь Павел Петрович считал её главной виновницей семейных неурядиц во время фавора Екатерины Ивановна Нелидовой. В 1791 г. госпожа Бенкендорф была удалена с мужем в Дерпт с прекращением выплаты пенсии, назначенной ей по случаю бракосочетания Марии Фёдоровны. После взошествия Павла на престол, как вспоминает их сын,

Мои родители были призваны ко двору на романтическую церемонию эксгумации Петра III, которого перенесли с немыслимой помпой для того, чтобы расположить его гроб подле тела его супруги. Эта церемония вызвала столь ужасную простуду у моей матери, что несколько недель спустя мы испытали боль её потери.— «Записки» А. Х. Бенкендорфа
Заботу о детях Юлианы Бенкендорф приняла на себя императрица Мария Фёдоровна. Оба её сына (названные так же, как сыновья самой Марии Фёдоровны) были помещены в пансион аббата Николя, а обе дочери — в Смольный институт:
- Александр (1782—1844), генерал от кавалерии, член Государственного совета,один из главных приближённых императора Николая I, шеф Отдельного корпуса жандармов и одновременно главный начальник III отделения Собственной Е. И. В. канцелярии.
- Константин (1785—1827), генерал-лейтенант, генерал-адъютант.
- Мария (1784—1841), была «уродлива и умна»[3], любила делать всем протекции; жена генерал-лейтенанта Ивана Егоровича Шевича.
- Доротея (1785—1857), звезда лондонского светского общества, жена князя Христофора Андреевича Ливена.